# Villa Dankbarkeit
Die Villa Dankbarkeit steht in der Mittleren Bergstraße 42 im Stadtteil Zitzschewig der sächsischen Stadt Radebeul, innerhalb des Denkmalschutzgebiets Historische Weinberglandschaft Radebeul unterhalb des Zechsteins, direkt östlich benachbart dem Herrenhaus Krapenburg. Das Wohnhaus war das Haupthaus des ehemaligen Weinguts Langenberg, dessen etwa ein Hektar große, dreieckige Weinbergsfläche sich nordöstlich davon den Berg hinaufzieht.

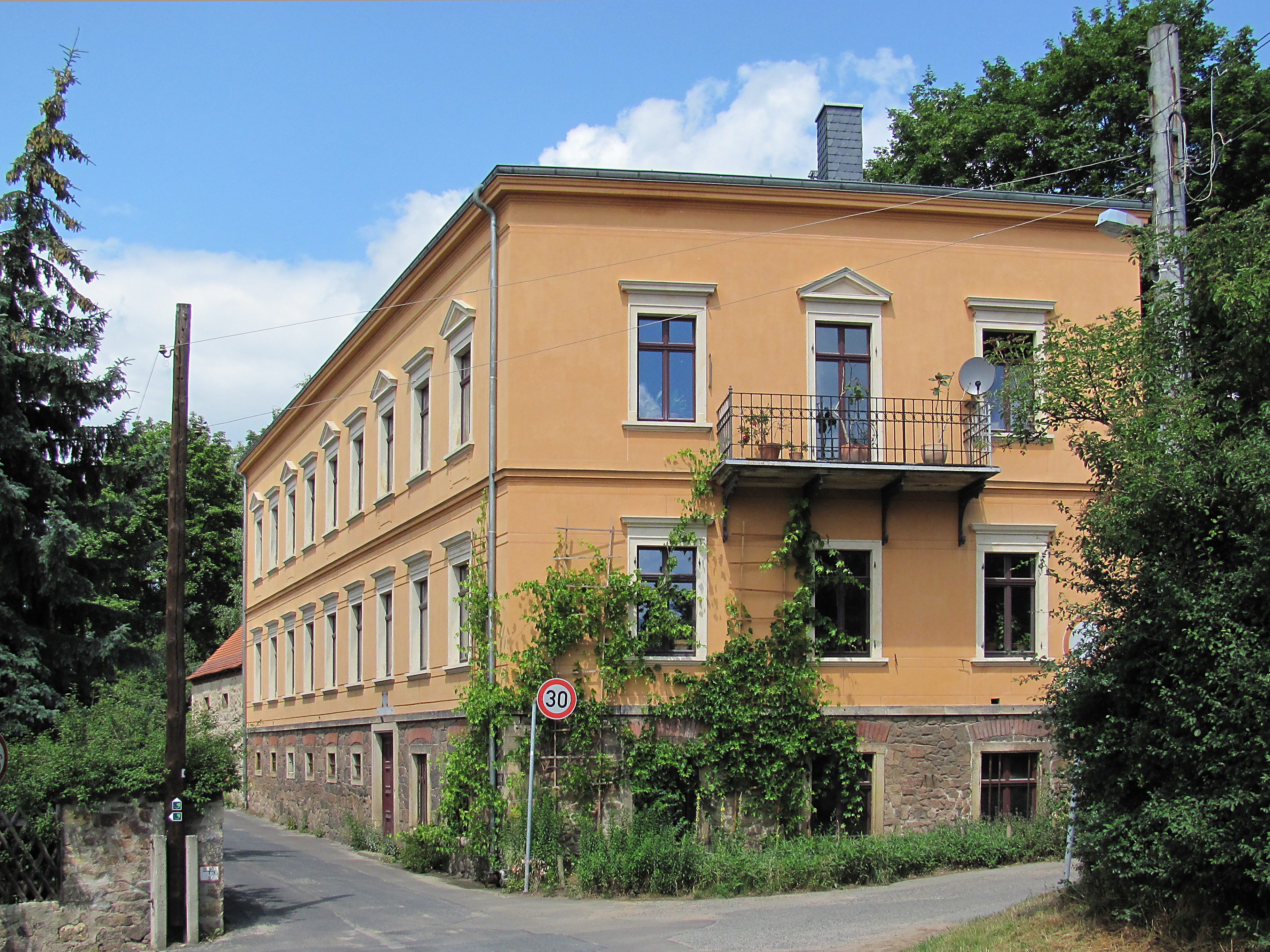
Villa Dankbarkeit; der Winkelanbau geht nach rechts

## Beschreibung

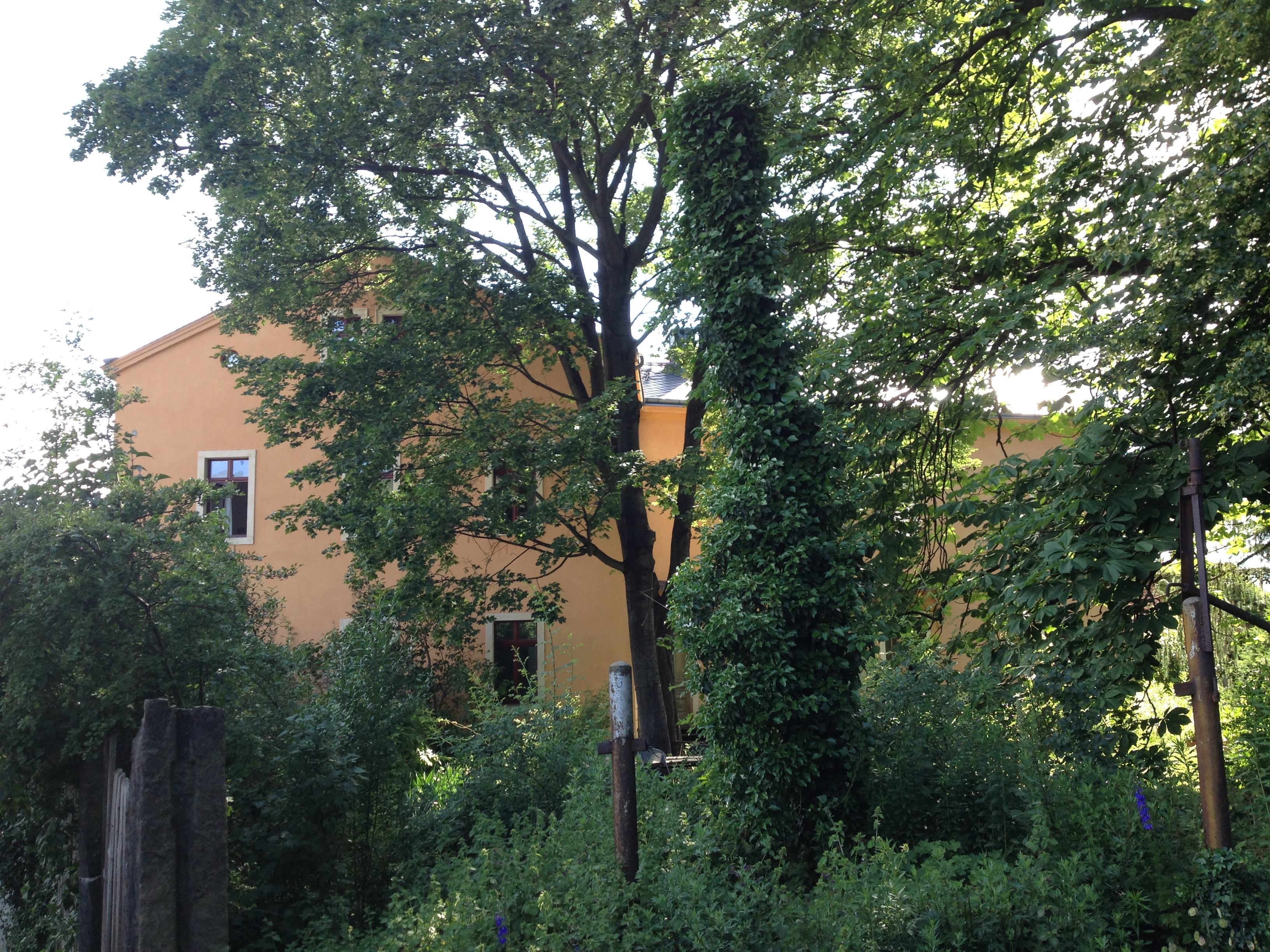
Nordseite des Winkelbaus

Das auf einem Eckgrundstück zum Langenbergweg liegende Wohnhaus mit leicht L-förmigem Grundriss steht mitsamt westlichem Anbau, der Einfriedung und der Toranlage unter Denkmalschutz. Das laut Denkmaltopografie als Mietshaus genutzte Hauptgebäude steht längs ausgerichtet direkt auf der Straßenflucht der Mittleren Bergstraße. Das auf einem hohen Bruchsteinsockelgeschoss errichtete Gebäude ist neun zu drei gleichmäßig gereihte Fensterachsen groß. Obenauf sitzt ein flach geneigtes, um die Ecke geführtes Satteldach.
In der Nebenansicht findet sich am Obergeschoss ein nach Osten zeigender, mittig angebrachter schmiedeeiserner Balkon. In der Hauptansicht befindet sich im Sockelgeschoss, in der dritten Achse von rechts, eine Eingangstür. Über diesem, als einfaches Rechteckportal ausgebildeten, Gebäudeteil finden sich zwei Inschriftstafeln. Auf der oberen, mit Wappenknöpfen befestigten, steht „Denkmal der Dankbarkeit. 1790“, auf der unteren „Neu aufgebaut im Jahre 1879“. Die Knöpfe zeigen wohl das Wappen der sächsisch-meißnischen Familie Ponickau.
Die Fassaden sind verputzt, im Hochparterre mit Fugungen. Zwischen den Geschossen finden sich Geschossgesimse aus Sandstein. Die Hochparterrefenster werden von Sandsteingewänden eingefasst und durch horizontale Bedachungen geschützt, bei den Obergeschossfenstern wechseln sich diese mit Dreiecksgiebelverdachungen ab.
Links des Hauptgebäudes steht ein niedrigerer Wirtschaftsanbau aus dem 18. Jahrhundert, dessen verputzte Bruchsteinfassaden von einem steilen, ziegelgedeckten Satteldach geschützt werden. Seitlich dieses Baus steht die Toranlage aus der Zeit um 1905 mit einem schmiedeeisernen, geschwungenen Tor mit den Initialen WL für Weingut Langenberg.

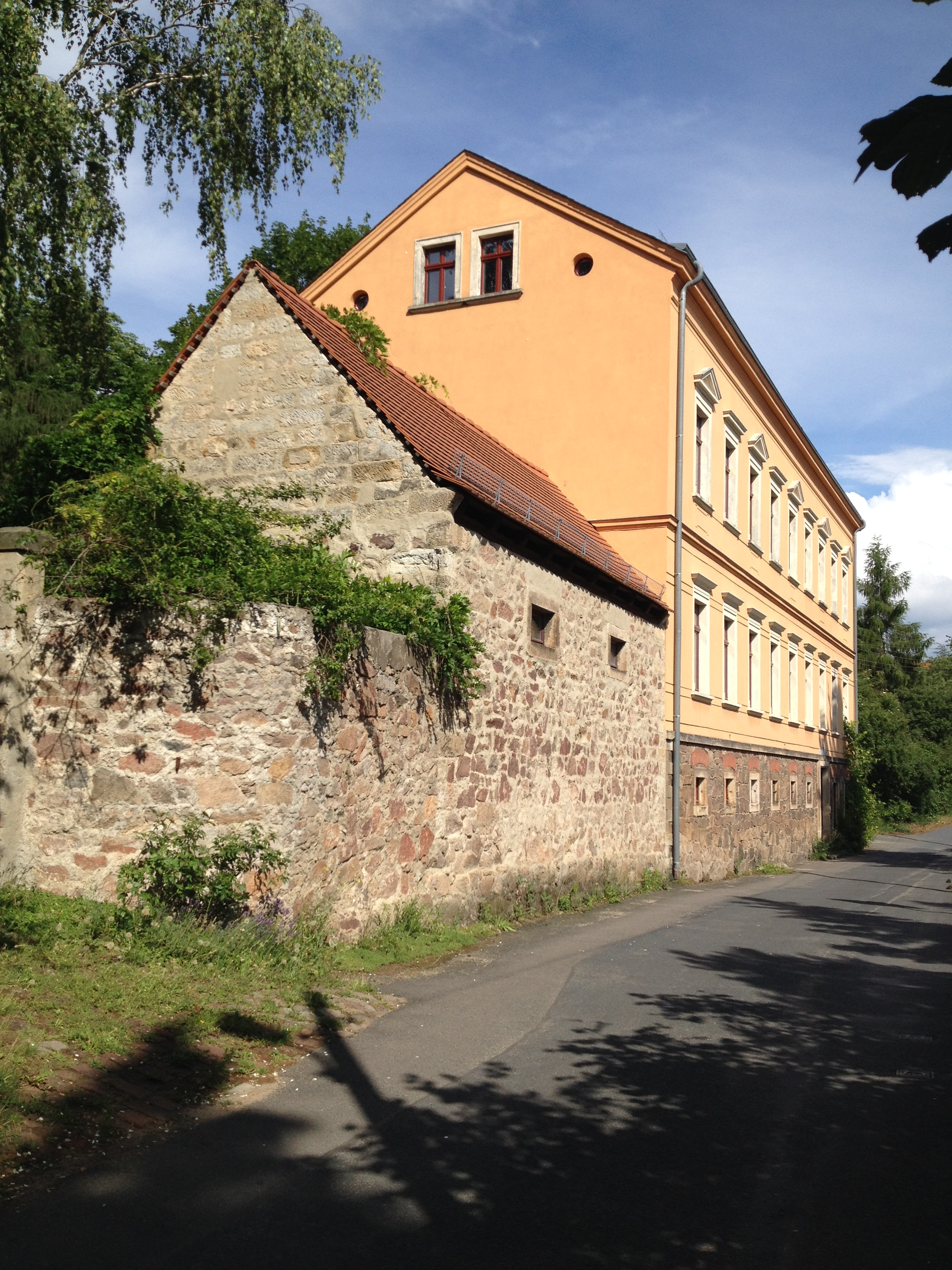
Ansicht von Westen
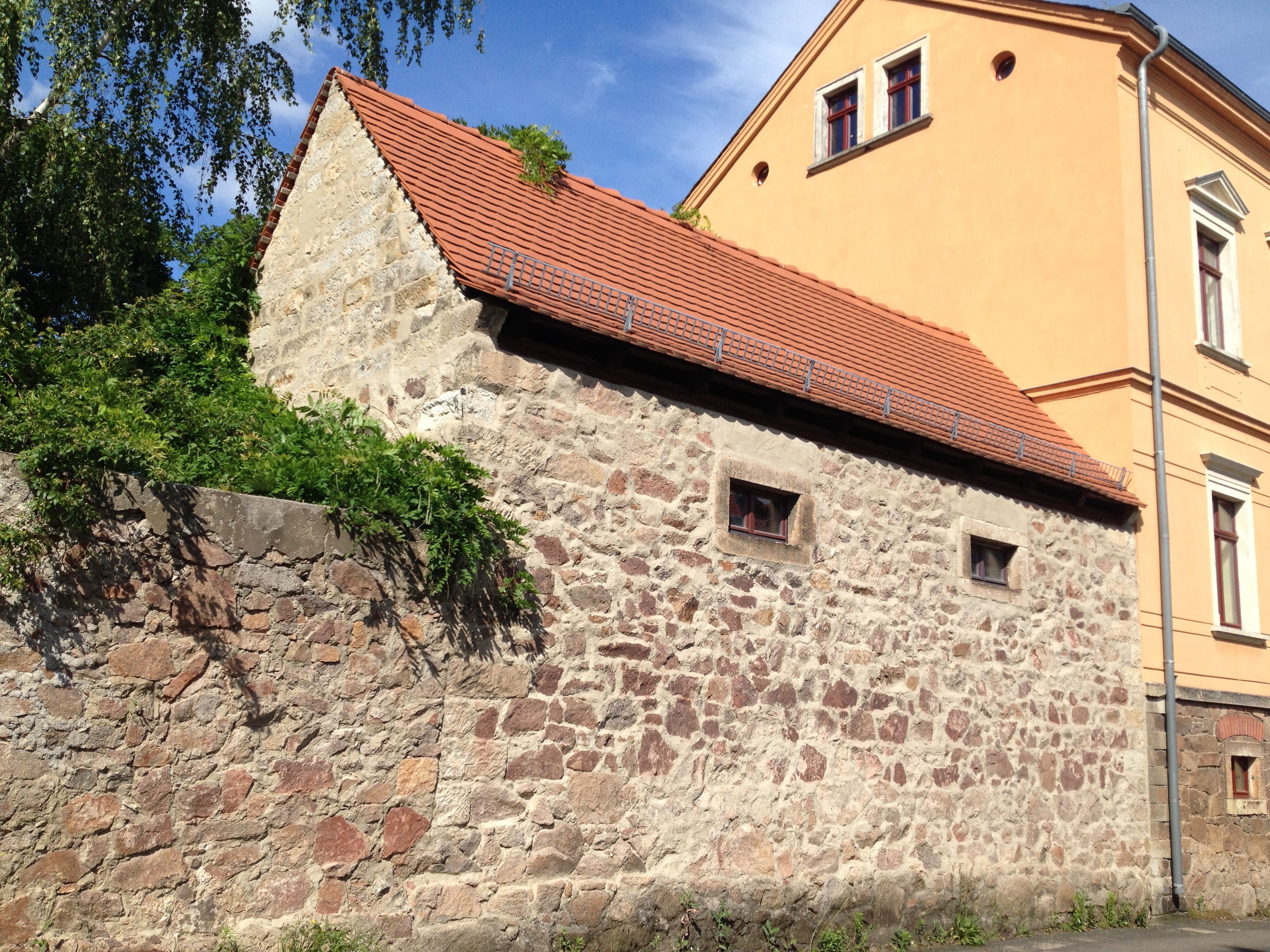
Wirtschaftsanbau im Westen
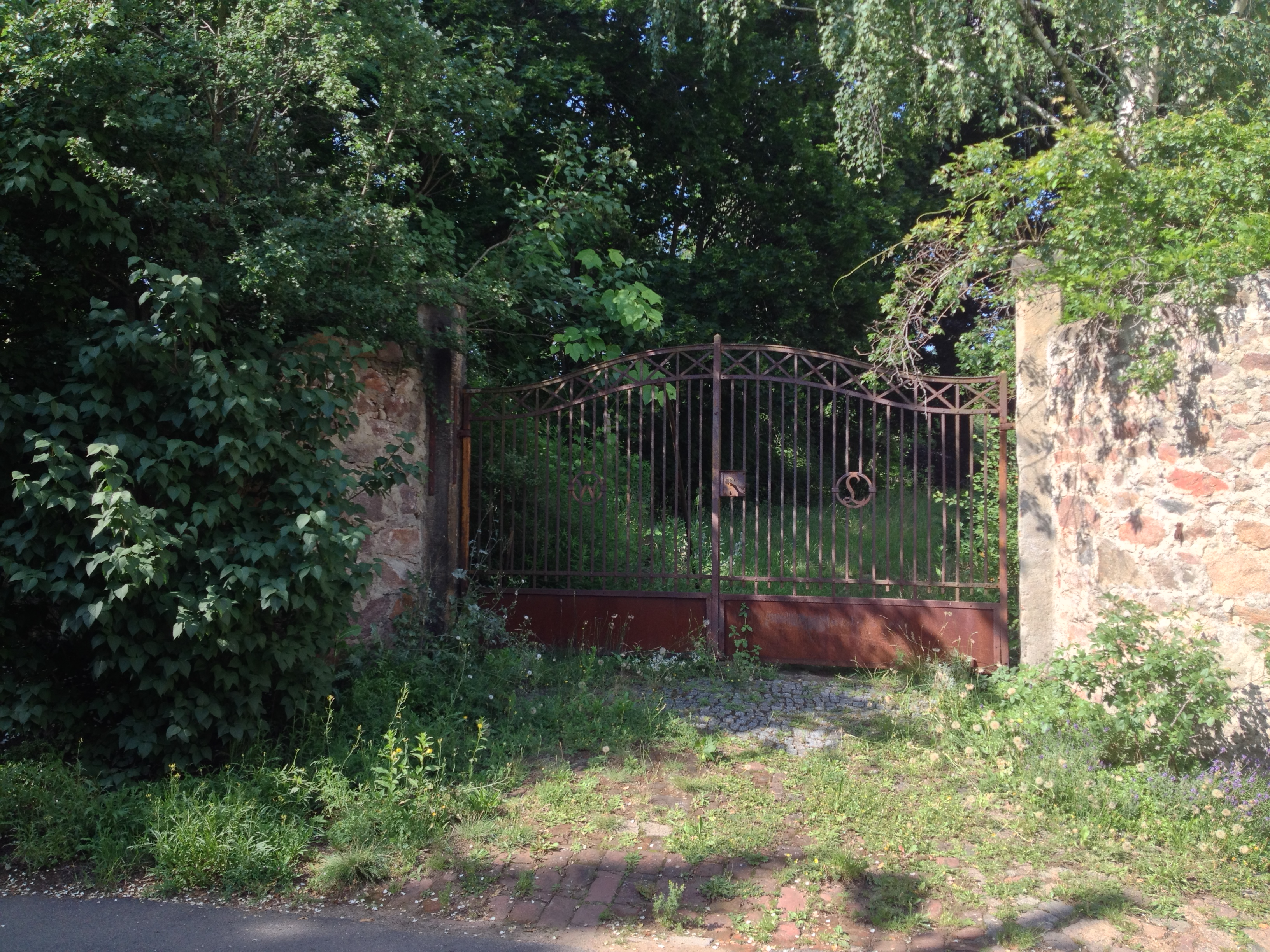
Weingutstor links vom Wirtschaftsanbau

## Geschichte

Reben-, Forst- und Obstbaumschule von Neubert. Das Gebäude links ist das heute fast genauso aussehende Winzerhaus und mittig der Vorgängerbau der Krapenburg. Rechts steht der Vorgängerbau der Villa Dankbarkeit (um 1875)

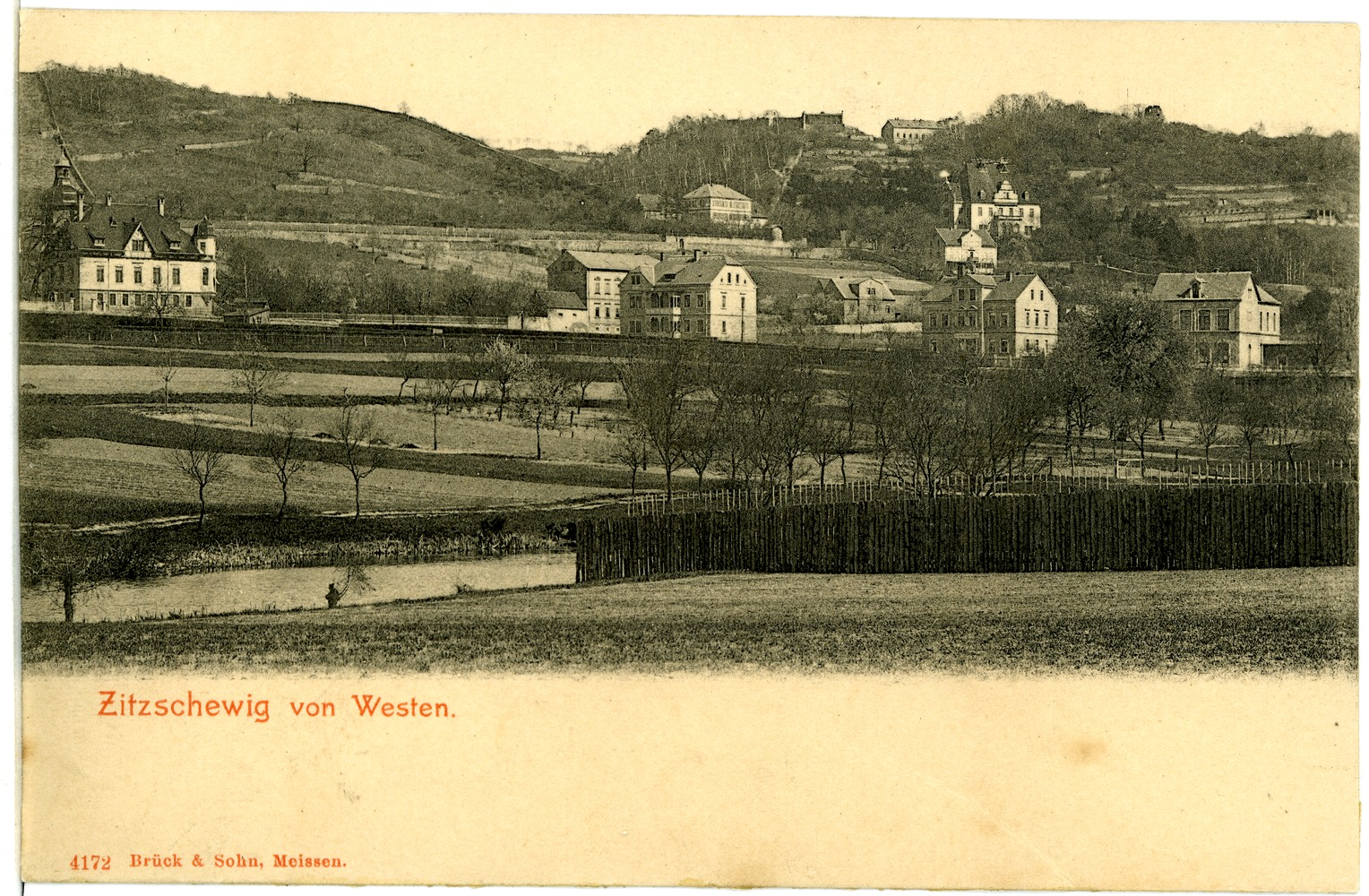
Krapenburg links und Villa Dankbarkeit (Bildmitte; 1903). Darüber Zechstein und Hohenhaus, auf der Höhe: Kreispflegeheim Lößnitzhöhe

Der Langenberg ist ein bereits im 15. Jahrhundert dokumentierter Weinbergsname, ähnlich alt wie der nordwestlich liegende Kynast.
Seine erste Erwähnung fand das hier beschriebene Weinbergsanwesen als Winzerhaus mit dahinterliegendem Weinberg im Jahr 1709. Bauliche Veränderungen und Erweiterungen sind für das Jahr 1790 dokumentiert. Aus diesem Jahr stammt auch die Tafel mit der Inschrift „Denkmal der Dankbarkeit. 1790“.
Im Jahr 1821 gehörte der Weinberg dem ehemaligen Bürgermeister Dröher aus Pulsnitz.
Im Meißner Niederland von 1853 wird der neben dem Krappen (Krapenberg) von Leutnant Fischer gelegene Berg „mit kleinem Wohngebäude“ als im Besitz der Frau Buchdrucker Hofmann beschrieben, und auch die Tafel mit der Inschrift „Denkmal der Dankbarkeit“ wird erwähnt.
Spätestens im Jahr 1872 war das Weingut im Besitz des Hofapothekers Ludwig Neubert aus Leipzig, der im Jahr 1862 auf dem benachbarten Krapenberg die Talutanlage zum witterungsgeschützten Anbau von Tafeltrauben und kälteempfindlichen Edelobstsorten errichtet hatte. Das Haupthaus mit der Brandkatasternummer 116 von Zitzschewig brannte 1878/79 ab, wurde von Neubert in der heutigen Kubatur als Neubau wiedererrichtet und mit der Inschrifttafel auf 1879 datiert.
Im Jahr 1896 richtete der Professor Richert Schoepfer mit seiner Ehefrau Paula im Haupthaus eine Pension für herrschaftliche Gäste ein und benannte das Haus Villa Dankbarkeit. Viele internationale Gäste, beispielsweise aus England, Schottland, Kanada, Kurland, Schweiz oder auch Italien, waren über Jahre regelmäßig zu Gast und schrieben sich bis 1907 in das bis heute erhaltene Gästebuch ein. Auf Wunsch gab der Hausherr seinen Gästen Gesangsunterricht.
Ab 1908 war das Anwesen im Eigentum des Kaufmanns Paul Vetterlein, dem von 1912 bis 1921 der Kaufmann Ingurd Zuleger folgte. Um 1922/23 richtete dann dort der Arzt Dr. med. Lippert im Wohnsitz auch seine Praxis als Zitzschewiger Landarzt ein, der bis 1932 auch Naundorfer und Lindenauer Einwohner behandelte. Lipperts Witwe war noch bis 1944 als Bewohnerin eingetragen.
Zu Nachkriegszeiten folgte auf die Zahnärztin Dr. Weise die kommunale Hand, die das Haus als Mietshaus mit Bewohnern belegte. Die nach Nordosten gehenden ehemaligen Weinbergsflächen wurden durch eine Erwerbsgärtnerei genutzt.
Nach 1990 wurde das Anwesen an die Erben des Dr. Lippert rückübertragen, die es an die heutigen Eigentümer verkauften. Von diesen wurden die Baulichkeiten unter Berücksichtigung denkmalpflegerischer Belange wieder instand gesetzt.

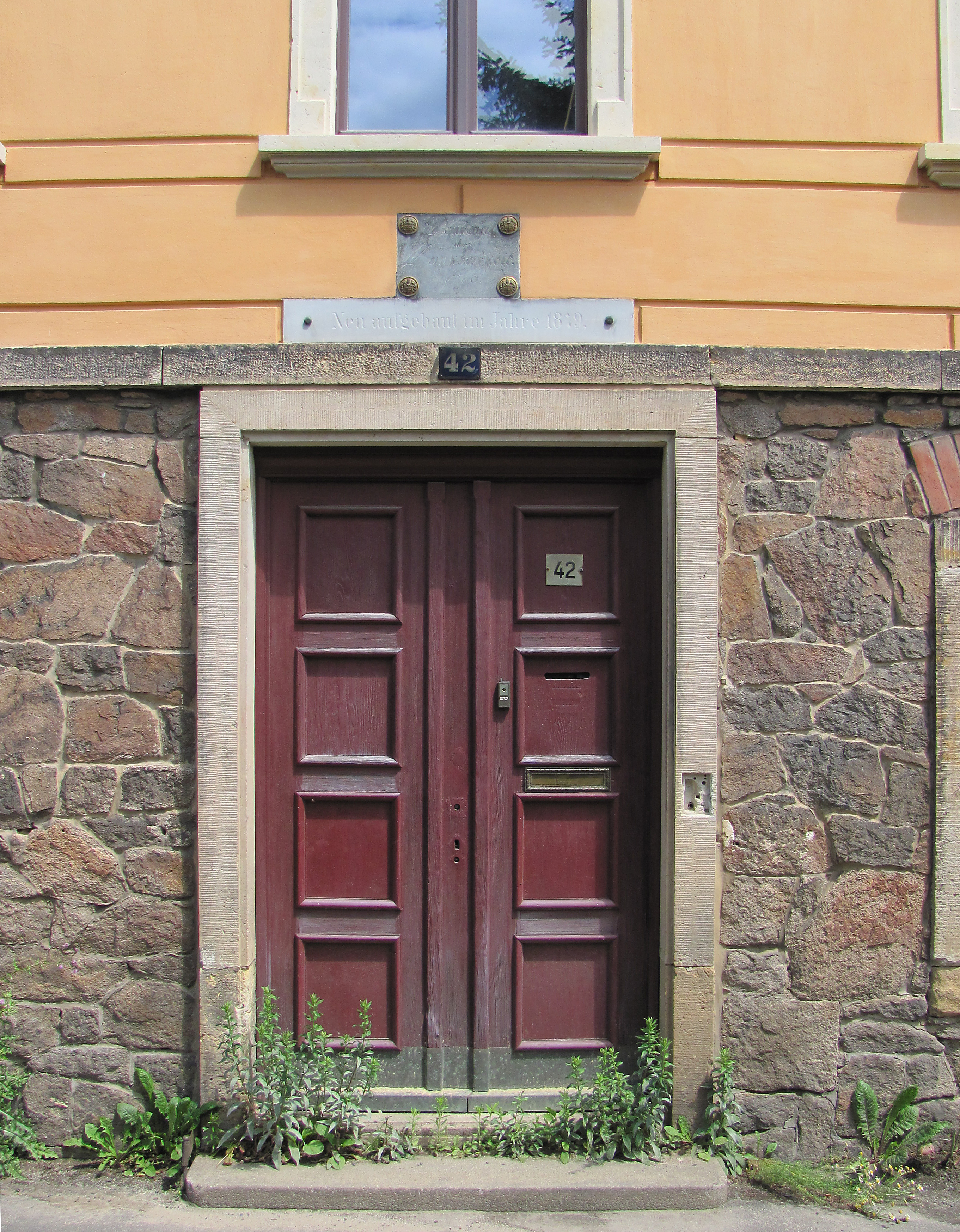
Villa Dankbarkeit: Ehemalige Eingangstür mit Inschrifttafeln
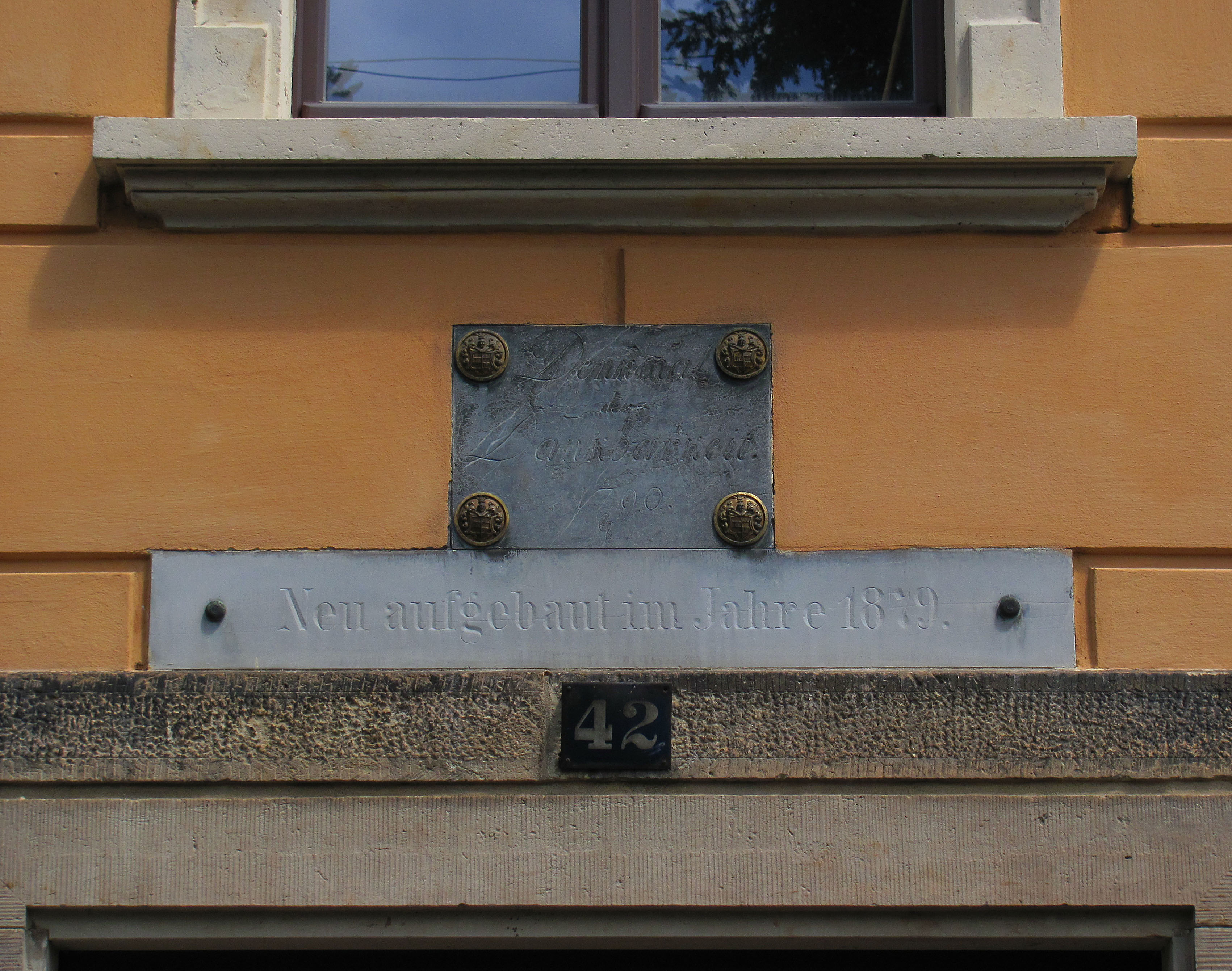
Villa Dankbarkeit: Inschrifttafeln
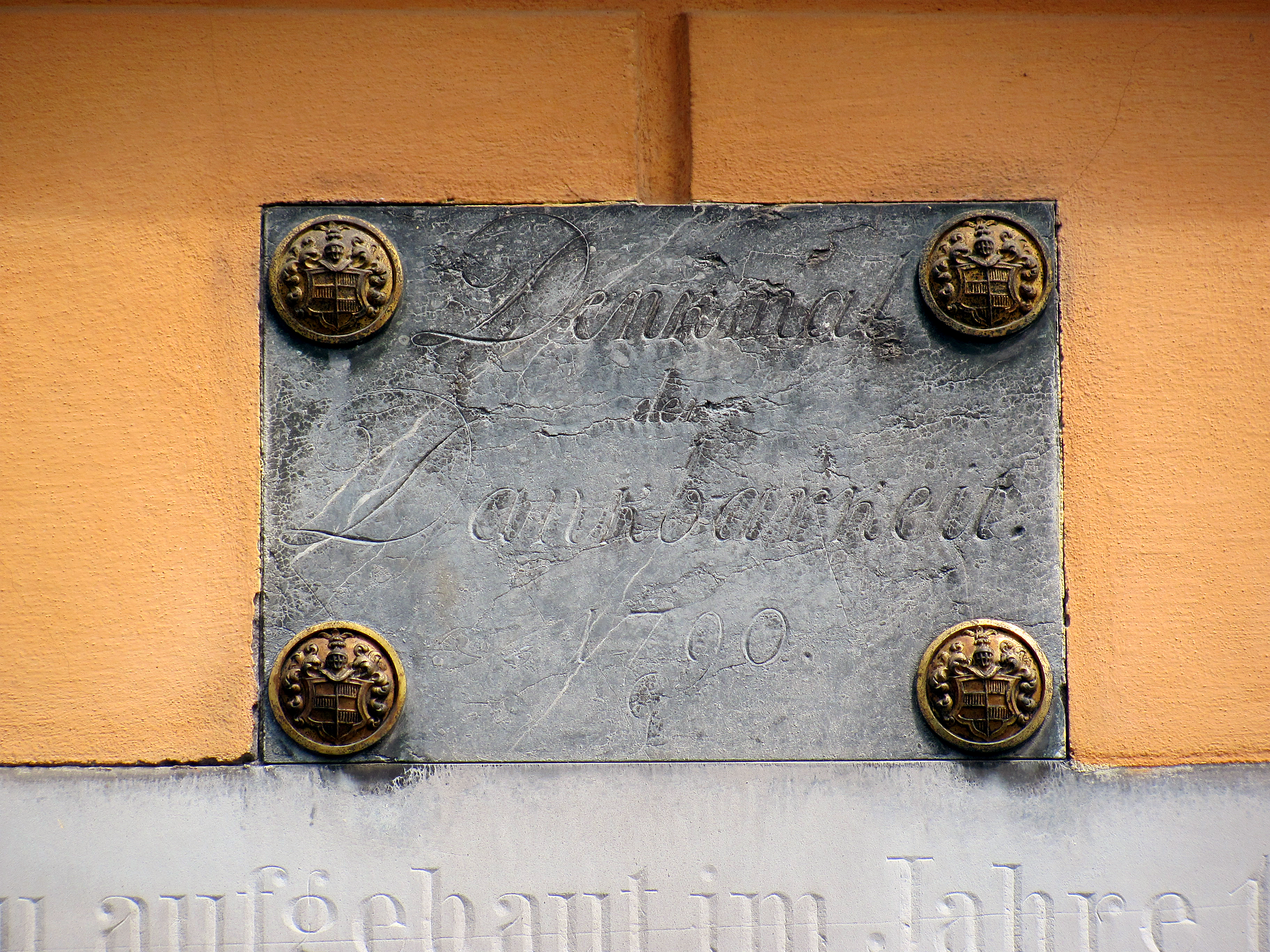
Villa Dankbarkeit: Inschrifttafel mit Denkschrift
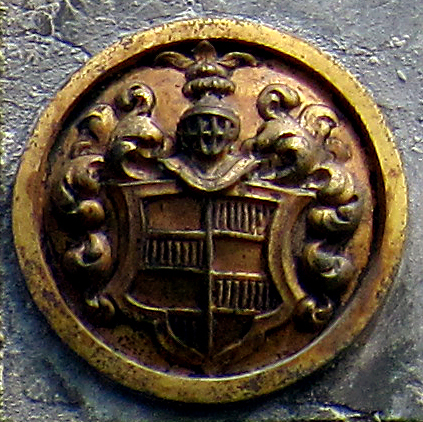
Villa Dankbarkeit: Wappenknöpfe zur Befestigung der Inschriftstafel, wohl 1790 (Heroldsbild: Von Weiß und Rot dreimal geteilt und einmal gespalten)
Vergleiche: Wappen derer von Ponickau (Gespalten und vierfach wechselweise von Silber und Rot geteilt. Auf dem Helm mit rot-weißen Decken ein goldener Doppelpokal, der mit drei grünen Sittichfedern besteckt ist)